# Estelle Harris
Estelle Harris, född Nussbaum den 22 april 1928 i New York, död 2 april 2022 i Palm Desert i Kalifornien, var en amerikansk komiker och skådespelare. Harris gjorde bland annat rollen som George Costanzas mor Estelle i TV-serien Seinfeld.

## Filmografi i urval
- 1984 – Once Upon a Time in America
- 1987 – Våra värsta år (TV-serie)
- 1988 – Vinna eller försvinna
- 1992 – Galen i dig (TV-serie)
- 1992–1998 – Seinfeld (TV-serie)
- 1995 – Chicago Hope (TV-serie)
- 1999 – Toy Story 2 (röst till Mrs. Potato Head)
- 2000 – Providence (TV-serie)
- 2001 – Family Guy (TV-serie)
- 2010 – Toy Story 3 (röst till Mrs. Potato Head)
- 2012 – Futurama (TV-serie)
- 2019 – Toy Story 4 (röst till Mrs. Potato Head)